# Суд (фильм, 2014, Индия)
«Суд» (англ. Court) — индийский художественный фильм 2014 года, полнометражный дебют режиссёра Ч. Тамхане. Премьера фильма состоялась на 71-м Венецианском кинофестивале 4 сентября 2014 года.

## В ролях
- Вира Сатхидар — Нараян Камбле
- Вивек Гомбер — Винай Вора
- Гитанджали Кулкарни — прокурор Нутан
- Прадип Джоши — судья Садаварте
- Уша Бани — Шармила Павар
- Шириш Павар — Субодх

## Награды
- На Венецианском кинофестивале «Суд» получил приз как лучший фильм в рамках программы «Горизонты» и Приз Луиджи Ди Лаурентиса – Лев Будущего за лучший дебютный фильм[2][3].
- Картина получила высшую государственную кинопремию Индии в категории лучший фильм[4].
- На IX Международном кинофестивале «Зеркало» имени Андрея Тарковского фильм получил приз зрительских симпатий, а также приз за профессиональные достижения с формулировкой «за сценарий и его оригинальное воплощение»[5].